# Nytjärnarna (Alanäs socken, Jämtland, 713519-148281)
Nytjärnarna är en sjö i Strömsunds kommun i Jämtland och ingår i Ångermanälvens huvudavrinningsområde. Sjön har en area på 0,0447 kvadratkilometer och ligger 393,4 meter över havet.

## Delavrinningsområde
Nytjärnarna ingår i det delavrinningsområde (713429-148348) som SMHI kallar för Ovan 713147-148115. Medelhöjden är 385 meter över havet och ytan är 9,82 kvadratkilometer. Det finns inga avrinningsområden uppströms utan avrinningsområdet är högsta punkten. Stormyrbäcken som avvattnar avrinningsområdet har biflödesordning 4, vilket innebär att vattnet flödar genom totalt 4 vattendrag innan det når havet efter 232 kilometer. Avrinningsområdet består mestadels av skog (89 procent). Avrinningsområdet har 0,04 kvadratkilometer vattenytor vilket ger det en sjöprocent på 0,5 procent.